# Dirk Coster
Dirk Coster (Ámsterdam, 5 de octubre de 1889 - Groninga, 12 de febrero de 1950) fue un físico neerlandés. Fue profesor de Física y Meteorología en la Universidad de Groningen. Es conocido como codescubridor del hafnio (Hf) (elemento químico 72) en 1923, junto con George Charles de Hevesy mediante análisis espectroscópico de rayos X de un mineral de circonio. El descubrimiento tuvo lugar en Copenhague, Dinamarca y por ello el nuevo elemento recibió el nombre de hafnio, que es el nombre latino de Copenhague.

## Biografía
Coster creció en Ámsterdam, en el seno de una familia trabajadora, siendo el tercer hijo de Barend Coster, un herrero, y de Aafje van der Mik. La familia Coster valora mucho una buena educación. Diez de sus hijos sobrevivieron hasta la edad adulta y todos recibieron la educación suficiente para conseguir profesiones de clase media.
Desde 1904 hasta 1908 Dirk fue a la Escuela Normal de Haarlem y, a continuación, fue maestro hasta 1913. Con la ayuda de apoyo privado fue capaz de estudiar matemáticas y física en la Universidad de Leiden, tras haber pasado los exámenes requeridos para los estudiantes que no habían estudiado en el Gimnasium. En Leiden fue influenciado por las lecturas inspiradoras de Paul Ehrenfest, y en 1916 se gradúa como Master of Science.
Desde 1916 hasta 1920, Coster fue asistente de Lodewijk Siertsema y de Wander de Haas en la Universidad Tecnológica de Delft, donde en 1919 obtuvo un título de ingeniero en ingeniería eléctrica. Entre 1920 y 1921 realizó investigaciones en la Universidad de Lund con Manne Siegbahn, en espectroscopia de rayos X de diferentes elementos. La tesis de Coster versó sobre este tema, y obtuvo su doctorado en 1922 en Leiden con Paul Ehrenfest, con la tesis titulada "Röntgenspectra en de atoomtheorie van Bohr" (espectros de rayos X y teoría atómica de Bohr).
El 26 de febrero de 1919 se casó con Lina Maria Wijsman, que poseía una licenciatura en idiomas orientales y que, en ese momento, fue una de las primeras mujeres en obtener un doctorado en este campo por la Universidad de Leiden. Tuvieron dos hijos y dos hijas (Hendrik, Ada, Els, y Herman).

## Carrera académica
Desde agosto de 1922 hasta el verano de 1923, Coster trabajó en Instituto Niels Bohr en Copenhague. A los pocos meses fue coautor de una publicación de referencia con Bohr, sobre espectroscopia de rayos X y el sistema periódico de los elementos. Además, trabajó con el químico Georg von Hevesy en la identificación del elementos de número atómico 72 (hafnio). El elemento Z=72 era conocido por ser un hueco en la tabla periódica desde 1914, cuando Henry Moseley creó una técnica experimental para la colocación de los elementos en una secuencia definida. El radioquímico Fritz Paneth sugirió que el elemento 72 se podría encontrar en los minerales de circonio aunque algunas fuentes atribuyen incorrectamente esta sugerencia al físico Niels Bohr. Bohr publicó una predicción de la configuración electrónica del elemento 72 en 1923. Georg von Hevesy había estado trabajando con Bohr en esa época.
Después de volver de Copenhague, Coster se convirtió en asistente de Hendrik Lorentz en el Museo Teylers de Haarlem, donde desarrolló un espectrómetro de rayos-X. En 1924 fue contratado en la Universidad de Groningen, donde sería el sucesor de Wander de Haas y donde comenzó un programa de investigación sobre espectroscopia de rayos X.

## Últimos años
En los años previos a la Segunda Guerra Mundial, Coster se vio involucrado políticamente. En 1938 viajó a Berlín para convencer a Lise Meitner de que tenía que abandonar Alemania para escapar de la persecución nazi a los judíos. Juntos fueron en tren a Groningen, y de allí pasaron a Suecia a través de Copenhague. Durante la ocupación alemana de Holanda, también ayudó a los judíos a esconderse de los nazis y escuchaba la BBC a diario con un radio que obtenía su energía de una bicicleta. Murió en Groningen en 1950.
El asteroide (10445) Coster, descubierto en 1973, recibe ese nombre en honor de Dirk Coster.

## Publicaciones
- Coster, D (julio de 1923). «Röntgenspektren und Bohrsche Atomtheorie». Naturwissenschaften 11 (27): 567-577. Bibcode:1923NW.....11..567C. ISSN 0028-1042. doi:10.1007/BF01554353.
- Bohr, N; Coster, D (diciembre de 1923). «Röntgenspektren und periodisches System der Elemente». Zeitschrift für Physik a Hadrons and Nuclei 12 (1): 342-374. Bibcode:1923ZPhy...12..342B. ISSN 0939-7922. doi:10.1007/BF01328104.
- Coster, D; von Hevesey, G (20 de enero de 1923). «On the missing element of atomic number 72». Nature 111 (2777): 79-79. Bibcode:1923Natur.111...79C. doi:10.1038/111079a0.
- Coster, D; de Laer Kronig, R (1935). «A new type of Auger effect and its influence on the x-ray spectrum». Physica 2: 13-24. Bibcode:1935Phy.....2...13C. doi:10.1016/S0031-8914(35)90060-X.